# 弗朗西斯·艾丹·加斯凯
弗朗西斯·艾丹·加斯凯（本名：Francis Neil Gasquet，1846年10月5日—1929年4月5日）是一位英国出生的天主教本笃会修士和历史学家，1914年成为樞機主教，主要作品有《黑死病：大灾难、大死亡与大萧条（1348—1349）》（The Black Death of 1348 and 1349，1908年）等。